# 维尼纶

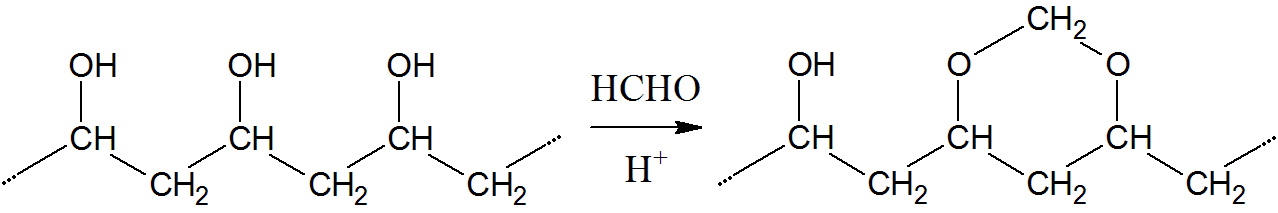
聚乙烯醇和醛发生缩醛化生成维尼纶

维尼纶（英语：Vinylon或Vinalon），也称维纶，是一种合成纤维。维尼纶纤维的主要成分聚乙烯醇缩甲醛（polyvinylalcohol dimethylformal，有时简称为PVDF）。其生产过程是先将聚醋酸乙烯酯醇解，生成聚乙烯醇，然后将聚乙烯醇纺丝拉伸，和甲醛反应，生成半缩醛和缩醛。

## 历史

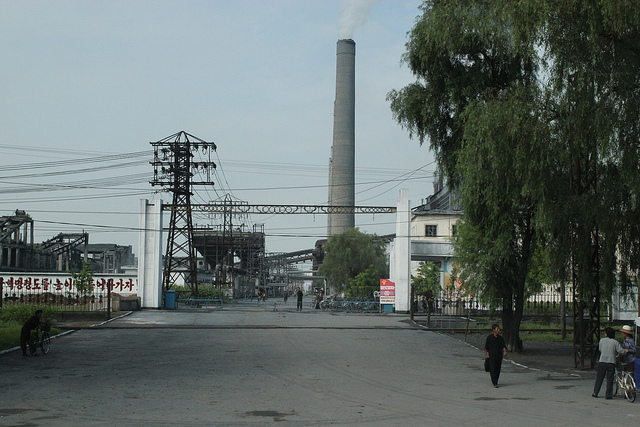
重新开工的咸兴维尼纶厂

维尼纶是1939年由京都帝國大學教授櫻田一郎、李升基，大日本帝國紡織（現為尤尼吉可公司）的川上博合作發明，為尼龍之後世界第二種人工纖維，最初命名為「合成一號」，1948年才改名為「维尼纶」。由于第二次世界大戰爆发，维尼纶的工业化受推迟，日本國內量產是由櫻田教授、友成九十九博士、川上博完成，在1950年由倉敷嫘縈（現可樂麗）、尤尼吉可開始量產维尼纶。
1945年日本戰敗後，韓國知識分子陸續返國，李升基在戰後擔任首爾大學教授。由于韓國当时並不重視這種人工纖維的量產，加上李升基对美军军管首尔大学的做法十分反感，他在朝鲜战争爆發后于朝鮮人民軍攻占漢城时接受了朝鮮的延攬，北上平壤。
朝鲜战争停火後，朝鲜开始进入重建阶段，李升基开始在朝鲜製造维尼纶。由於朝鲜的气候和土地面积不適合種植棉花和提供大量羊毛，加上苏联等社会主义国家也无法提供足够的棉花和羊毛，朝鲜政府对人造纖維的作用非常重视。1961年5月6日，2.8维尼纶联合企业所在咸兴市開工投产，这一成就被作为主体思想领导的典范而被广泛宣传，维尼纶由此被朝鲜称为“主体纤维”，除去用于生产衣物外，还用于生产鞋、绳索和被褥，在朝鲜获得了广泛应用。1983年，朝鲜又在顺川市建设了第二家大型维尼纶工厂。
冷戰结束後，咸兴的维尼纶工厂在1994年因引发苦难行军的洪灾导致缺乏生产原料而停产。苦难行军期间这家工厂的状况雪上加霜，其设备等财产遭到盗窃和严重破坏，一些工人则在灾难中饿死。2010年初，咸兴维尼纶厂重新恢复生产，当时的朝鲜最高领导人金正日参加了重新生产的盛大游行，这是金正日第一次参加庆祝工业企业的游行。

## 特点
维尼纶抗热、抗化学腐蚀性好，并且是合成纤维中吸湿性最大的品种，吸湿率为4.5%-5%，接近于棉花（8%）；它的相对密度比棉花要小，因此与棉花相同重量的维尼纶能织出更多的衣料；其热传导率低，因而保暖性好；强度稍高于棉花，比羊毛高很多；在一般有机酸、醇、酯及石油等溶剂中不溶解，不易霉蛀，在日光下暴晒强度损失不大。
但维尼纶缺点也较多，比如缺乏韧性，难于染色，舒适性不好。